# Municipio de Oakport
El municipio de Oakport (en inglés: Oakport Township) es un municipio ubicado en el condado de Clay en el estado estadounidense de Minnesota. En el año 2010 tenía una población de 1797 habitantes y una densidad poblacional de 23,89 personas por km².

## Geografía
El municipio de Oakport se encuentra ubicado en las coordenadas 46°56′28″N 96°43′45″O / 46.94111, -96.72917. Según la Oficina del Censo de los Estados Unidos, el municipio tiene una superficie total de 75.21 km², de la cual 75,21 km² corresponden a tierra firme y (0 %) 0 km² es agua.

## Demografía
Según el censo de 2010, había 1797 personas residiendo en el municipio de Oakport. La densidad de población era de 23,89 hab./km². De los 1797 habitantes, el municipio de Oakport estaba compuesto por el 98,33 % blancos, el 0,33 % eran afroamericanos, el 0,28 % eran amerindios y el 1,06 % eran de una mezcla de razas. Del total de la población el 0,95 % eran hispanos o latinos de cualquier raza.